# 小灣

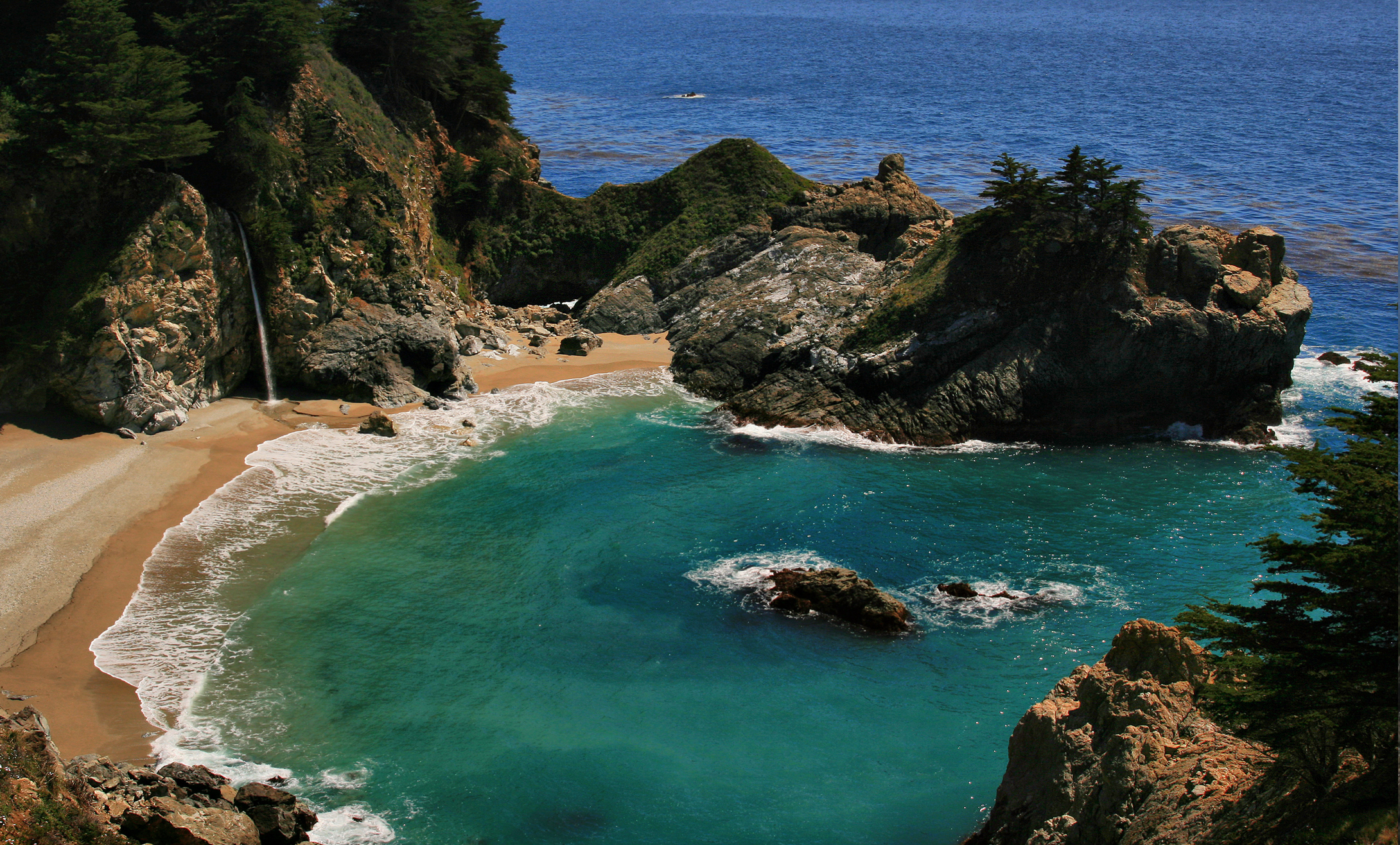
美國加利福尼亞州麥克維灣

小灣（英語：cove）是一種小型的海灣或沿海入海口。它們通常有狹窄的入口，常呈圓形或橢圓形，並且通常位於更大的海灣內部。小型的、狹窄的、受庇護的海灣、入海口、溪流或海岸的凹處通常被認為是小灣。
在口語中，這個術語可以用來描述受庇護的海灣。地貌學將小灣描述為陡峭的圍牆和圓形的冰斗狀開口，就像延伸到或向下山坡的山谷，或者懸崖或陡峭山坡的凹處或角落。小灣也可以指河流、道路或牆壁中的角落、凹處或裂縫，尤其是牆壁與地板相接處。
一個著名的例子是英格蘭多塞特郡的侏羅紀海岸上的盧沃斯灣。在其西側，一個第二小灣樓梯洞正在形成。

## 形成
小灣是由風化作用形成的，這種情況發生在較軟的岩石比周圍較硬的岩石更快被侵蝕時。這些岩石進一步侵蝕形成一個狹窄入口的圓形海灣，稱為「小灣」。